# North St. Paul, Minnesota
North St. Paul, Minnesota là một thành phố nằm ở quận Ramsey thuộc tiểu bang Minnesota, Hoa Kỳ. Thành phố có diện tích 7,8  km² với diện tích nước mặt là 0,3  km², dân số theo ước tính năm 2000 của Cục điều tra dân số Hoa Kỳ là 11.929 người.